# 南武朝鮮初級学校
南武朝鮮初級学校（なんぶちょうせんしょきゅうがっこう、남부조선초급학교）は、学校法人神奈川朝鮮学園が運営する神奈川県川崎市高津区にある朝鮮学校である。
日本の幼稚園・小学校に相当する教育を行っている各種学校（非一条校）である。
同校運動場は川崎フロンターレ溝口スクール、体育館は川崎ブレイブサンダース溝の口コート校となっている。

## 沿革
- 1946年
  - 設立
- 1949年
  - 朝鮮学校閉鎖令により強制閉鎖
- 1983年
  - 2度目の校舎移転
- 1996年
  - 創立50周年
- 2016年
  - 創立70周年
- 2018年
  - 運動場の人工芝化

## 行事
- 4月入学式
- 12月 中央統一試験
- 3月卒業式

## 学科
- 幼稚班
- 初級部

## 生徒数
2025年現在 初級部の生徒は32人

## クラブ活動
- 蹴球部(サッカー)
- 籠球部(バスケットボール)
- 民族器楽部
- 舞踊部

## 所在地
- 〒213-0013 神奈川県川崎市高津区末長3丁目1-15

※最寄り駅は、溝の口駅、武蔵溝ノ口駅